# Brahmina cuprea
Brahmina cuprea är en skalbaggsart som beskrevs av Mittal och Pajni 1977. Brahmina cuprea ingår i släktet Brahmina och familjen Melolonthidae. Inga underarter finns listade.